# Jane Val
Jane Val, de son vrai nom Jeanne Valentin, est une comédienne française née le 4 février 1930 à Paris et morte le 21 février 2006 dans la même ville.

## Biographie
Elle a été formée au Conservatoire de Paris dans la classe de Béatrix Dussane.
Spécialisée dans le doublage, elle a prêté sa voix à de nombreux films, séries et dessins animés. Elle prête, entre autres, sa voix au personnage de Nellie Oleson dans La Petite Maison dans la prairie et de Vénusia dans Goldorak. Elle fut l'épouse de Louis Arbessier.

## Théâtre
- 1951 : Mozart comédie musicale de Sacha Guitry, mise en scène Maurice Escande, Casino de Charbonnières (Charbonnières-les-Bains) : Louise
- 1952 : Robinson de Jules Supervielle, mise en scène Jean Le Poulain, Théâtre de l'Œuvre : Maggy
- 1972 : Une visite de noces d'Alexandre Dumas, mise en scène Jacques Échantillon, Théâtre des Variétés : La bonne d'enfants
- 1972 : Les Œufs de l'autruche de André Roussin, mise en scène Jacques Échantillon, Théâtre des Variétés : Léonie
- 1982 : Chéri de Colette, Mise en scène : Jean-Laurent Cochet, Théâtre des Variété : Henriette
- 1989 : Le Foyer d'Octave Mirbeau, mise en scène Régis Santon, Théâtre de la Plaine : Mme Pigeon
- 1992 : La Valse des toréadors de Jean Anouilh, mise en scène Régis Santon, Théâtre Silvia Monfort

## Filmographie

### Cinéma
- 1973 : Salut l'artiste d'Yves Robert : la doubleuse de dessin animés
- 1983 : Le Voleur de feuilles de Pierre Trabaud : la fleuriste
- 1984 : Lady Libertine (Frank et moi), de Gérard Kikoïne : Mrs. Evans
- 1993 : Profil bas de Claude Zidi : la foraine
- 2000 : Tout est calme de Jean-Pierre Mocky :
- 2006 : Toi et moi de Julie Lopes-Curval : la dame au chat

### Télévision
- 1973 : La Ligne de démarcation - épisode 4 : Urbain (série télévisée) de Robert Mazoyer : l'hôtelière
- 1981 : Cinq-Mars, téléfilm de Jean-Claude Brialy : une dame
- 1982 : Le Village sur la colline, mini série d' Yves Laumet : Mme Guillot
- 1983 : L'Attrapeur (Liebe läßt alle Blumen blühen), téléfilm de Marco Serafini (de) : Mme Dupêchon
- 1984 : Emmenez-moi au théâtre : Chéri  de Yves-André Hubert : Henriette
- 1985 : L'Ordre d'Etienne Périer : Marie
- 1991 : L'Ours vert, épisode de la série Commissaire Moulin d'Yves Rénier : la vendeuse de jouets
- 1997 : Cathy, épisode de la série  Les Cordier, juge et flic d'Alain Wermus : la gardienne
- 1998 : Le Mystère de la crypte, épisode de la série  Anne Le Guen de Stéphane Kurc : la commère de l'épicerie

## Doublage

### Cinéma

#### Films
- 1959 : La Mort aux trousses : Maggie (Doreen Lang)
- 1960 : Les Combattants de la nuit : Bella O'Neill (Marianne Bent)
- 1960 : L'Auberge du Cheval-Blanc : Mirzi (Ruth Winter)
- 1962 : James Bond 007 contre Dr. No : Sœur Lily (Yvonne Shima)
- 1962 : Le Cheik rouge : Hammel (Rosalba Neri)
- 1962 : Fureur à l'ouest : Yellow Moon (Lisa Burkett)
- 1963 : Le Manoir maudit : Cathy (Terry Thompson)
- 1964 : Hercule contre les tyrans de Babylone : Hespérie (Anna-Maria Polani)
- 1970 : Les Tueurs de la lune de miel : Bunny (Doris Roberts)
- 1973 : Breezy : la vendeuse de vêtements (Frances Stevenson) et une serveuse[Qui ?]
- 1973 : Le Voleur qui vient dîner : la femme de chambre des Henderling (Ollie Ree Alridge)
- 1974 : La Tour infernale : Paula Ramsay (Sheila Mathews) (1er doublage)
- 1975 : Mandingo : Lucy (Beatrice Winde)
- 1976 : Network : Main basse sur la télévision : Barbara Schlesinger (Conchata Ferrell)
- 1976 : Buffalo Bill et les Indiens : Frances Cleveland (Shelley Duvall)
- 1978 : Les Enfants de la rivière : un poisson au début[Qui ?]
- 1980 : American Gigolo : Lisa Williams (K Callan)
- 1981 : Piranha 2 : Les Tueurs volants : l'employé de la morgue (Dorothy Cunningham)
- 1982 : Star Trek 2 : La Colère de Khan : Commandant Nyota Uhura (Nichelle Nichols)
- 1982 : Le Monde selon Garp : l'agent immobilier (Kate McGregor-Stewart)
- 1985 : Série noire pour une nuit blanche : Mrs. Takamura (Beulah Quo)
- 1991 : Beignets de tomates vertes : Mama Threadgoode (Lois Smith)
- 1992 : Arrête ou ma mère va tirer ! : Dorothy « Tutti » Bomowski (Estelle Getty)
- 1993 : Un jour sans fin : Mme Lancaster (Angela Paton)

#### Dessins animés
- 1942[3] : Bambi : la maman des cailles
- 1977 : Les Aventures de Bernard et Bianca : Annie Bouée
- 1981 : Rox et Rouky : Dame Tartine
- 1982 : Brisby et le Secret de NIMH : Mme Brisby
- 1982 : Le Magicien d'Oz : Tante Emma
- 1982 : La Dernière Licorne : L'arbre enchanté
- 1984 : Cathy la petite chenille : Sœur de Cathy
- 1985 : Taram et le Chaudron magique : Goulue (1er doublage)
- 1987 : Les Aventures d'Oliver Twist : Nancy, Suzanne et Mme Bedwin
- 1990 : Oliver et Olivia : La tourterelle
- 1991 : La Princesse et la Forêt magique : Léontine
- 1997: Lapitch, le petit cordonnier :  Mme Ronchon, la mère de Marco
- 1998 : La Légende de Brisby : Mme Brisby

### Télévision

#### Téléfilm
- 1977 : L'Enfant bulle : Rachel (Anne Ramsey)

#### Séries télévisées
- Charlotte Rae dans : 
  - Arnold et Willy (1978-1984) : Edna Garrett
  - Drôle de vie (1979-1986) : Edna Garrett
- 1974-1983 : La Petite Maison dans la prairie : Nellie Oleson Dalton (Alison Arngrim) / Nancy Oleson (Allison Balson) / Rachel Brown Oleson (Sherri Stoner)
- 1978 : Columbo : Wendy (Susan Krebbs) (épisode « Meurtre parfait »)
- 1980 : Super Bug :  Gloria Bingermeier (Ruth Jecklin)
- 1986-1990 : Alf : Raquel Ochmonek (Liz Sheridan)
- 1989-1997 : La Vie de famille :  Estelle Winslow (Rosetta LeNoire)
- 1990-1991 : Fiveman : Impératrice galactique Medō (Chika Matsui)
- 1991-1996 : Les Sœurs Reed : Beatrice "Bea" Reed Ventor (Elizabeth Hoffman)

- 1992 : Les Contes de la crypte : madame nora (Zelda Rubinstein ) (Saison 4, épisode 7)

- 1992-1998 : Seinfeld :  Estelle Costanza (Estelle Harris)
- 2001-2006 : Malcolm : Grand-mère de Malcolm (Cloris Leachman) - 1re voix
- 2002 : New York, unité spéciale : Millie (Georgine Hall) (Saison 4, épisode 3)
- 2002 : Le Protecteur : Agent Calfas (Pamela Dunlap) (Saison 2, épisode 3)

#### Séries animées
- 1975 : Goldorak : Vénusia
- 1975 : Le Petit Phoque blanc : Macktah
- 1976 : Candy : Mademoiselle Marie-Jeanne / Une religieuse de Saint-Paul
- 1977 : Bouba : Friskette
- 1979 : Lady Oscar : la grand-mère d'André (1re voix)
- 1982 : Les Mystérieuses Cités d'or : une femme (épisode 25)
- 1984 : Les Entrechats : la grand-mère de Bruno
- 1984 : Sherlock Holmes : la mère d'Anthony (épisode 6) / Mme Pelison / Lewis / la vieille femme (épisode 15)
- 1985 : Jem et les Hologrammes : Synergie
- 1985 : Clémentine : Mademoiselle Chevrotine
- 1986 : Juliette je t'aime : la grand-mère de Hugo (voix principale)
- 1986 : L'Oiseau bleu : Berilune / la reine de la nuit / la mère des 2 enfants
- 1987 : Les Familles Sylvanians : Velvette Renard[2]
- 1991 : Les Razmoket : Loulou Cornichon
- 1995 : Les Enfants du capitaine Trapp : Rupert / la cuisinière
- 1996 : Les Babalous